# Liolaemus darwinii
Liolaemus darwinii o lagartija austral es una especie de iguánido de aproximadamente 12 cm de largo. Se la encuentra comúnmente en Bahía Blanca, Patagonia, Argentina.

## Características
Los machos son marrones con dos líneas amarillas que recorren su lomo tienen un moteado en la espalda según la edad tienen el cuello amarillo o naranja. Las hembras son marrones.

## Alimentación
Come todo tipo de insectos de un tamaño de 5 cm o menos, langostas, escarabajos, etc.

## Metabolismo
Es habitual verla comer entre las 11 y las 14 horas. Necesita de la luz del sol para hacer sus actividades.

## Hábitos
Es de hábitos diurnos; por las noches y días fríos se entierran.
Son animales solitarios, los machos son territoriales y compiten por el territorio tanto como por las hembras, es notable encontrar un macho cada 4 hembras.

## Nidada
La época de apareamiento es a mediados de febrero, y el tiempo de anidación es de 8 meses. Las crías son de 5 cm y por puesta nacen entre 10 y 12 especímenes.

## Otras referencias
- Bell T. 1843. The Zoology of H.M.S. Beagle, Under the Command of Captain Fitzroy, R.N., During the Years 1832 to 1836. London: Smith, Elder and Company. (Stewart and Murray, printers). vi + 51 pp. + Plates 1-20. (Proctotretus darwinii, new species, pp. 14–15 + Plate 7, Figures 1, 1a, 1b, 2, 2a).
- Boulenger GA. 1885. Catalogue of the Lizards in the British Museum (Natural History). Second Edition. Volume II. Iguanidæ ... London: Trustees of the British Museum (Natural History). (Taylor and Francis, printers). xiii + 497 pp. + Plates I-XXIV. ("Liolæmus darwinii ", p. 155).
- Donoso-Barros, Roberto. (1966). Reptiles de Chile. Santiago: Ediciones Universidad de Chile. 458 pp.